# Gęstewka
Gęstewka – część wsi Cyprianka, położonej w Polsce, w województwie kujawsko-pomorskim, powiecie włocławskim, gminie Fabianki. 
Gęstewka leży przy granicy powiatu włocławskiego z powiatem lipnowskim. W latach 1975–1998 miejscowość administracyjnie należała do województwa włocławskiego.